# تپه چگا کلیه
تپه چگا کلیه مربوط به عصر مفرغ ـ دوره تاریخی تا قرون اولیه دوره اسلامی است و در شهرستان ایلام، بخش مرکزی، دهستان میش خاص، روستای محمودآباد واقع شده است. این اثر در تاریخ ۳۰ دی ۱۳۸۵ با شمارهٔ ثبت ۱۶۹۴۲ به عنوان یکی از آثار ملی ایران به ثبت رسیده است.